# Cerkev Kristusovega učlovečenja, Ljubljana
Cerkev Kristusovega učlovečenje, Dravlje, Ljubljana, pripada rimskokatoliški Cerkvi in je župnijska cerkev župnije Ljubljana-Dravlje. Župnija je v upravljanju jezuitskega reda. Cerkev stoji ob Vodnikovi cesti v Dravljah, zahodno od pokopališča in v neposredni bližini stare, sedaj podružnične cerkve sv. Roka.

## Izgradnja in oprema
Cerkev je bila po načrtih arhitekta Marka Mušiča med leti 1980 in 1985 sezidana zaradi rasti števila okoliškega prebivalstva, zlasti v bližnjih blokovskih stanovanjskih naseljih. Moderna cerkvena arhitektura se zliva z okolico in je simbolično odprta proti nekdanji župnijski cerkvi sv. Roka in proti bližnjim blokovskim naseljem ter s tem povezuje tradicijo in sedanjost. Nagnjena nizka streha svetišča je ozelenjena. Pri gradnji svetišča so uporabili beton, kamen, les in steklo. Notranjost cerkve zaznamujejo široke linije. Padajoča tla svetišča vodijo k osrednjemu oltarju ter s tem ustvarjajo zabrisano mejo med prezbiterijem in ladjo. Vitraž nad okroglo stransko kapelo je ustvaril duhovnik Marko Rupnik, križev pot akademski slikar Janez Bernik, orgle pa so leta 2009 izdelali v orglarski delavnici Močnik. Cerkev nima zvonika, za zvonjenje se uporabljajo zvonovi sosednje cerkve svetega Roka.